# Nurija Pozderac
Nurija Pozderac (15. ledna 1892 Cazin, Bosna a Hercegovina – 12. června 1943 poblíž Tjentište při bitvě na Sutjesce, Nezávislý stát Chorvatsko) byl bosenskohercegovský a jugoslávský politik bosňáckého původu.

## Životopis
V rodném městě navštěvoval základní školu. V Bihaći krátce navštěvoval gymnázium a v Sarajevu dokončil učitelskou školu. Po završení studia roku 1915 byl povolán do armády. Bojoval na východní frontě na Haliči. Roku 1916 zběhl, nato byl raněn a do bojů se již nezapojil. Do vlasti se vrátil společně se srbskou armádou, které se podařilo prolomit Soluňskou frontu. Od poloviny roku 1919 opětovně pobýval v Cazinu.
Krátce po první světové válce vstoupil do Jugoslávské muslimské organizace (JMO), vůdčího politického hnutí muslimů v Bosně a Hercegovině. Za tuto stranu byl roku 1920 zvolen do Ústavodárného shromáždění Království Srbů, Chorvatů a Slovinců. Roku 1922, kdy se JMO rozštěpila, podpořil Mehmeda Spaha. Za JMO byl znovu volen poslancem roku 1925 a 1927. Za vyhlášení královské diktatury (1929) se stáhl do ústraní. Do politiky se znovu zapojil roku 1935, kdy JMO znovu kandidovala jako součást opoziční, Mačekovy kandidátky v parlamentních volbách a následně vstoupila do vlády. Mandát obhájil i roku 1938. Dne 12. listopadu 1939 byl zvolen do Senátu Jugoslávie za Vrbaskou bánovinu.
Po německé invazi v dubnu 1941 se Jugoslávie rozpadla a k moci se dostali pravicoví extremisté. Na území Chorvatska a Bosny a Hercegoviny byl vyhlášen fašistický Nezávislý stát Chorvatsko. Pozderac se na podzim 1941 připojil ke komunistickým partyzánům. Účastnil se prvního zasedání Aantifašistické rady národního osvobození Jugoslávie (AVNOJ), pořádaného v Bihaći v listopadu 1942. Sám byl zvolen místopředsedou Výkonného výboru AVNOJ.
V první polovině roku 1943 bojoval v bitvě na řece Neretvě. Účastnil se i bitvy na řece Sutjesce v polovině roku, během níž byl 8. nebo 9. června těžce zraněn. O několik dní později zraněním podlehl v místě Dragoš Sedlo, které je dnes součástí památníku Údolí hrdinů v Tjentište. Dne 25. září 1944 mu bylo posmrtně uděleno vyznamenání Řád národního osvobození.
Roku 2012 byl Nurijovi a jeho manželce Devletě udělen titul Spravedlivý mezi národy, a to za záchranu skupinky Židů, kterým se podařilo uprchnout z Koncentračního tábora Jasenovac. Nurija se oženil s Devletou, s níž přivedl na svět osm dětí, čtyři syna a čtyři dcery. Jeho syn Sed byl lékařem a působil v partyzánském hnutí. Jeho synovci Hamdija a Hakija Pozdercové byli významnými komunistickými politiky.